# Comuna Maiakî, Luțk
Maiakî (în ucraineană Маяки) este o comună în raionul Luțk, regiunea Volînia, Ucraina, formată din satele Bukiv, Maiakî (reședința), Mîluși, Mîlușîn, Motașivka, Sîrnîkî și Zmiineț.

## Demografie
Componența lingvistică a satului Maiakî
     Ucraineană (98,69%)
     Rusă (1,18%)
     Alte limbi (0,08%)
Conform recensământului din 2001, majoritatea populației satului Maiakî era vorbitoare de ucraineană (98,69%), existând în minoritate și vorbitori de rusă (1,18%).